# Sankt Florian am Inn
Sankt Florian am Inn är en ort och kommun i Österrike. Den ligger i distriktet Schärding i förbundslandet Oberösterreich, 220 kilometer väster om huvudstaden Wien. Kommunen gränsar i väster till floden Inn som här är gräns mot Bayern i Tyskland. 
Kommunen består av 24 orter (Ortschaften) (inom parentes invånarantal 1 januari 2024):

- Aigerding (84)
- Allerding (89)
- Badhöring (190)
- Bubing (561)
- Buch (14)
- Edt (85)
- Etzelsdorf (16)
- Gopperding (112)
- Grub (21)
- Haid (219)
- Kalchgrub (10)
- Oberhofen (12)
- Oberteufenbach (43)
- Otterbach (25)
- Pramerdorf (269)
- Pramhof (269)
- Rahaberg (3)
- Rainding (77)
- Samberg (16)
- St. Florian am Inn (441)
- Steinbach (48)
- Stocket (285)
- Unterteufenbach (256)
- Vielsassing (71)